# Jean Renoir
Jean Renoir (francês: [ʁənwaʁ]; Paris, 15 de setembro de 1894 – Beverly Hills, 12 de fevereiro de 1979) foi um cineasta, escritor, argumentista, encenador e ator francês.
Foi o segundo filho do pintor impressionista Pierre-Auguste Renoir e de Aline Victorine Charigot. Criado entre as artes, Renoir cresceu envolvido pela sensibilidade artística em um apartamento cujas paredes eram abarrotadas de quadros do seu pai
Incompreendidos e subestimados no seu tempo, os seus filmes estão hoje entre as obras máximas da arte cinematográfica (cf. a opinião de Orson Welles, entre outros). Realizou nove filmes mudos e 27 falados. Suas maiores obras foram A grande ilusão de 1937, um sensível relato sobre as condições de vida dos prisioneiros franceses e seus captores alemães durante a I Guerra Mundial, e A regra do jogo de 1939.
Seus filmes, a maioria pertencente à escola do realismo poético francês, marcaram profundamente o cinema francês entre 1930 e 1950, tendo aberto a porta à nouvelle vague. O diretor François Truffaut é aquele que mais explicitamente reconhece a dívida para com Renoir.
Em 1975, Jean Renoir recebeu da Academia de Artes e Ciências Cinematográficas de Hollywood, um Óscar especial que lhe foi entregue em reconhecimento ao conjunto de sua obra. Em 1976 foi condecorado pelo Ministério da Cultura da França.

## Filmografia
- 1924: Une vie sans joie (também ator)
- 1925: La fille de l'eau
- 1926: Nana
- 1927: Sur un air de charleston
- 1927: Marquitta
- 1928: Tire-au-flanc
- 1928: Le tournoi dans la cité
- 1928: La petite marchande d'allumettes
- 1929: Le bled
- 1931: On purge bébé
- 1931: La chienne
- 1932: La nuit du carrefour
- 1932: Boudu sauvé des eaux (Boudu Querido)
- 1932: Chotard et Cie
- 1933: Madame Bovary
- 1935: Toni
- 1936: Le crime de M. Lange
- 1936: Une partie de campagne (Passeio ao Campo) (também ator)
- 1936: La vie est à nous (ator)
- 1936: Les bas-fonds
- 1937: La grande illusion (A Grande Ilusão)
- 1938: La marseillaise
- 1938: La Bête humaine (A Besta Humana) (também ator)
- 1939: La règle du jeu (A Regra do Jogo) (também ator)
- 1941: L'étang tragique (Swamp Water)
- 1943: Vivre libre (This Land Is Mine) (Esta Terra é Minha)
- 1945: The Southerner (Semente do Ódio)
- 1946: Le journal d'une femme de chambre (The Diary of a Chambermaid)
- 1946: Salut à la France (Salute to France)
- 1947: La femme sur la plage (The Woman on the Beach)
- 1951: Le fleuve (The River) (O Rio Sagrado)
- 1953: Le carrosse d'or (A Comédia e a Vida)
- 1954: French Cancan
- 1956: Elena et les hommes
- 1959: Le testament du docteur Cordelier
- 1959: Le déjeuner sur l'herbe
- 1962: Le caporal épinglé
- 1970: Le petit théâtre de Jean Renoir, telefilme em quatro episódios
- 1994: Un tournage à la campagne (documentário)

## Prêmios e indicações
- Ganhou um Óscar honorário em 1975, em homenagem à sua carreira.[1]
- Recebeu uma nomeação ao Óscar de melhor realizador, por L'homme du sud (1945).[2]
- Ganhou o Prémio Bodil de melhor filme europeu, por La règle du jeu (1939).[3]
- Ganhou o prémio de melhor contribuição artística, no Festival de Veneza, por La grande illusion (1937).[4]
- Ganhou o Prémio Internacional, no Festival de Veneza, por Le Fleuve (1951).[5]

## Obras escritas
- Orvet. – Paris: Gallimard, 1955.
- Renoir. Paris: Hachette, 1962. (réédition, sous le titre Pierre-Auguste Renoir, mon père: Paris: Gallimard, coll. « Folio », 1981)
- Les cahiers du capitaine Georges. – Paris: Gallimard, 1966.
- Ma vie et mes films. – Paris: Flammarion, 1974. – Réédition corrigée:  Ma vie et mes films. – Paris: Flammarion, coll. « Champs » n° 501, 2005. – 265 p. 18 cm. – ISBN 2-08-081501-6.
- Écrits 1926-1971. – Paris: Pierre Belfond, 1974.
- Carola, in L'Avant-Scène Cinéma, 1 de novembro 1976.
- Le cœur à l'aise. – Paris: Flammarion, 1978.
- Julienne et son amour suivi de En avant Rosalie. – Éditions Henri Veyrier, 1978.
- Le crime de l'anglais. – Paris: Flammarion, 1979.
- Geneviève. – Paris: Flammarion, 1979.
- Lettres d'Amérique. – Paris: Presses de la Renaissance, 1984.